# District de Sursee
1798–2012
Entités suivantes :
- Arrondissement électoral de Sursee

Le district de Sursee est un ancien district du canton de Lucerne en Suisse, jusqu'au 31 décembre 2012.

## Communes
Le district comptait 20 communes pour une superficie de 302,04 km2 et une population de 69 432 habitants (fin 2009).
- Beromünster
- Büron
- Buttisholz
- Eich
- Geuensee
- Grosswangen
- Hildisrieden
- Knutwil
- Mauensee
- Neuenkirch
- Nottwil
- Oberkirch
- Rickenbach
- Ruswil
- Schenkon
- Schlierbach
- Sempach
- Sursee
- Triengen
- Wolhusen